# Subterranean Animism
Touhou Chireiden ~ Subterranean Animism (яп. 東方地霊殿 ～ Subterranean Animism, То̄хо̄ Чірейден, досл. «Східний палац земних духів 〜 Підземний анімізм») — це гра 2008 року в жанрі bullet hell та скрол-шутер, розроблена Team Shanghai Alice. Це одинадцята гра серії Touhou Project. Випущена 16 серпня, 2008, на 74-ий Comiket.

## Ігролад

Бій Маріси з Парсі Мідзухаші

Subterranean Animism — вертикальний скрол-шутер. Персонаж гравця завжди дивиться вгору, і має стріляти в ворогів та ухилятись від їхніх атак, наприкінці кожного рівня відбувається битва з босом. Кожен рівень містить боса і мід-боса з великим запасом здоров'я та складними атаками, під назвою спел-картки. Гравець також може використовувати власні чарокартки, які очищують екран від куль та надають тимчасову невразливість, використовуючи ту саму як і в Mountain of Faith, де використання чарокартки споживає частину сили пострілу гравця, яка поповнюється шляхом підбирання предметів з убитих ворогів. Однак, на відміну від Mountain of Faith, чарокартки гравця в Subterranean Animism мають різні властивості залежно від типу пострілу.
Гравець отримує очки, вбиваючи ворогів, збираючи предмети, отримуючи бонус з спел-карток та, що особливо важливо в Subterranean Animism, ґрейз. Гравець отримає одне додаткове життя після збору 5 Частинок життя, одна випадає після кожної пройденої спел-картки без влучання в гравця.
ZUN заявив, що, на його думку, Subterranean Animism є однією з найскладніших ігор Touhou, припускаючи, що складний режим гри можна порівняти з Лунатиком в інших частинах, і що не всім гравцям варто очікувати проходження гри на вищих складностях.

## Сюжет
Зимою в Ґенсокьо поблизу храму Хакурей вивергається гейзер, що спричиняє появу духів з пекла. Пачулі Нолідж, яка раніше читала про «силу, непідконтрольну йокаям згори», попереджає Юкарі Якумо, яка переконує Рейму піти під землю на розслідування.
Створення гейзера було ініційовано Канако Ясакою, яка переконала пекельну ворону Уцухо Рейуджі поглинути Ятаґарасу (мітичного ворона та бога-провідника в шінтоїстській мітології) та отримати силу ядерного синтезу. Канако планувала використовувати пекло як джерело ядерної енергії, що підвищило рівень тепла в пеклі, спричинивши виверження гейзера. Хоча поширення ядерної енергії дало б Ґенсокьо більше енергії, Рейму перемагає Уцухо та повертає Ґенсокьо до його норми. Уцухо пояснює, що ядерна енергія була бажаною через її здатність розігрівати гарячі джерела до потрібної температури.

## Персонажі

### Героїні
У Subterranean Animism є дві героїні, Рейму та Маріса, кожна з яких може обрати одну з трьох напарниць, що нададуть їм особливі здібності.
- Рейму Хакурей (博麗 霊夢) — міко храму Хакурей.
  - Юкарі Якумо (八雲 紫) — Йокай, яка може контролювати межі та дозволяє Рейму телепортуватися.
  - Суйка Ібукі (伊吹 萃香) — Оні, здатність якої полягає в збиранні речей, і дозволяє Рейму притягувати всі предмети на екрані.
  - Ая Шямеїмару (射命丸 文) — тенгу з неймовірної швидкістю, що дозволяє Рейму швидко рухатися поки вона не стріляє.
- Маріса Кірісаме (霧雨 魔理沙) — чарівниця, яка живе в Лісі Чарів. Маріса швидша, ніж Рейму, і може легше збирати предмети.
  - Аліса Марґатроїд (アリス・マーガトロイド) — чарівник-лялькарка, яка подвоює максимальну силу пострілу гравця з 4 до 8.
  - Пачулі Нолідж (パチュリー・ノーレッジ) — відьма стихій, яка дає Марісі стріляти в п'ять різних ладів.
  - Ніторі Кавашіро (河城 にとり) — каппа, яка використовує передові технології, надаючи Марісі потужні ракети. Ніторі може розгорнути тимчасовий щит, який очистить екран від куль, якщо гравця вразять під час його дії, та відновить частину сили, якщо він зможе протриматися протягом своєї дії без ураження.

### Боси
- Кісуме (キスメ) — мід-бос 1-го рівня, цурубе-отоші, яка атакує героїнь нізвідки. Вона з'являється у криничнім відрі, і вважається, що вона рідко, якщо взагалі, залишає його.
- Ямаме Куродані (黒谷ヤマメ) — бос 1-го рівня, цучіґумо, яка здатна заражати будь-кого, незважаючи на веселу особистість.
- Парсі Мідзухаші (水橋パルスィ) — бос 2-го рівня, зеленоока хашіхіме, керована заздрістю, яка намагається вигнати героїнь із стародавнього міста.
- Юґі Хошіґума (星熊 勇儀) — бос 3-го рівня та подруга Суйки, вона теж оні, яка веде героїв до Палацу Земних Духів.
- Саторі Комеїджі (古明地 さとり) — бос 4-го рівня та власниця Палацу духів землі, саторі, яка має здібність читати думки, через що її ненавидять та бояться усі живі істоти. Вона тримає багато улюбленців, оскільки її люблять тварини, яких зазвичай не розуміють інші.
- Рін Каембьо (火焔猫 燐) — мід-бос 4-6 рівнів та бос 5-го рівня, кашя, вона улюбленець Саторі, яка відповідає за Пекло палаючих вогнів. Вона проводить свій час, вивозячи трупи, щоб вогонь був достатньо сильним. Хоча її повне ім'я Рін Каембьо, у грі її називають Орін.
- Уцухо Рейуджі (霊烏路 空) — бос 6-го рівня, пекельна ворона, яка отримала силу ядерного синтезу через Ятаґарасу. Вона намагається відродити згаслий вогонь Пекла за допомогою своїх нових сил.
- Санае Кочія (東風谷 早苗) — мід-бос екстра рівня, міко храму Морія, де вона живе.
- Койші Комеїджі (古明地 こいし) — бос екстра рівня, молодша сестра Саторі, але втратила здібність читати думки після того, як закрила своє третє око, тим самим закривши своє серце від інших. Зробивши це, вона почала контролювати підсвідомість. Вона йде до хмару, щоб знайти богиню, яка дала Уцухо силу.

Згадуються:
- Сувако Морія (洩矢 諏訪子) — пояснює мотивацію Канако героїням після перемоги над Койші.
- Канако Ясака (八坂 神奈子) — запустила сюжет гри, надавши Уцухо силу ядерного синтезу.

## Розробка
Subterranean Animism вийшла 16 серпня 2008 року на C74. Гра вийшла в Steam 6 червня 2020 року разом з Mountain of Faith та Undefined Fantastic Object.

## Критика
Game Rant назвали Subterranean Animism другою найкращою грою Touhou, написавши, що вона «піднімає напругу на новий рівень», і що це не найкраща гра для початківців через свою складність.
У Steam 97 % відгуків позитивні. На GameSpot гра має середній бал 9,5/10.

## Додатки
1. ↑  Subterranean Animism was sold on the second day of Comiket 72.